# Sotoserrano
Sotoserrano è un comune spagnolo di 702 abitanti situato nella comunità autonoma di Castiglia e León.

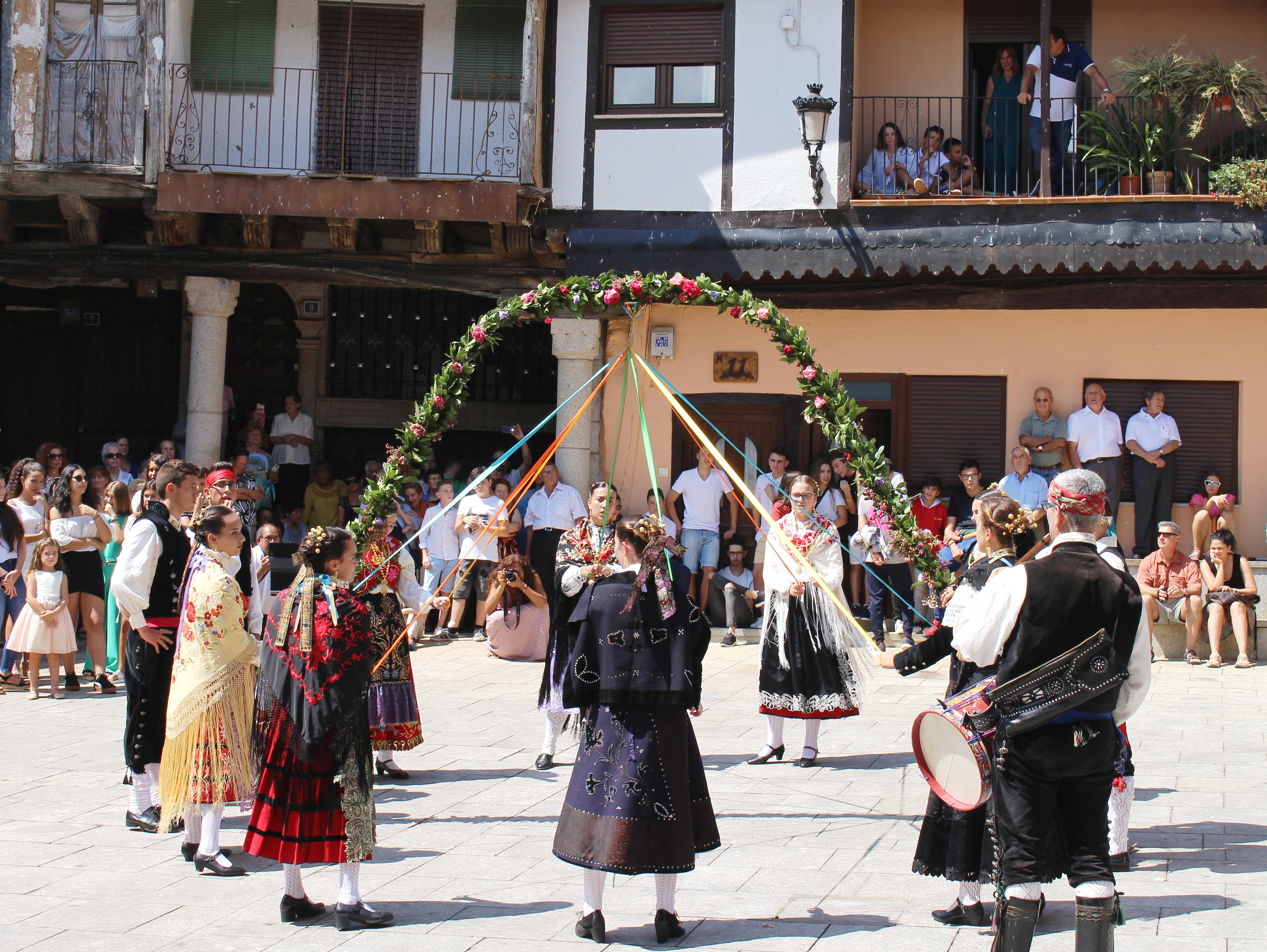
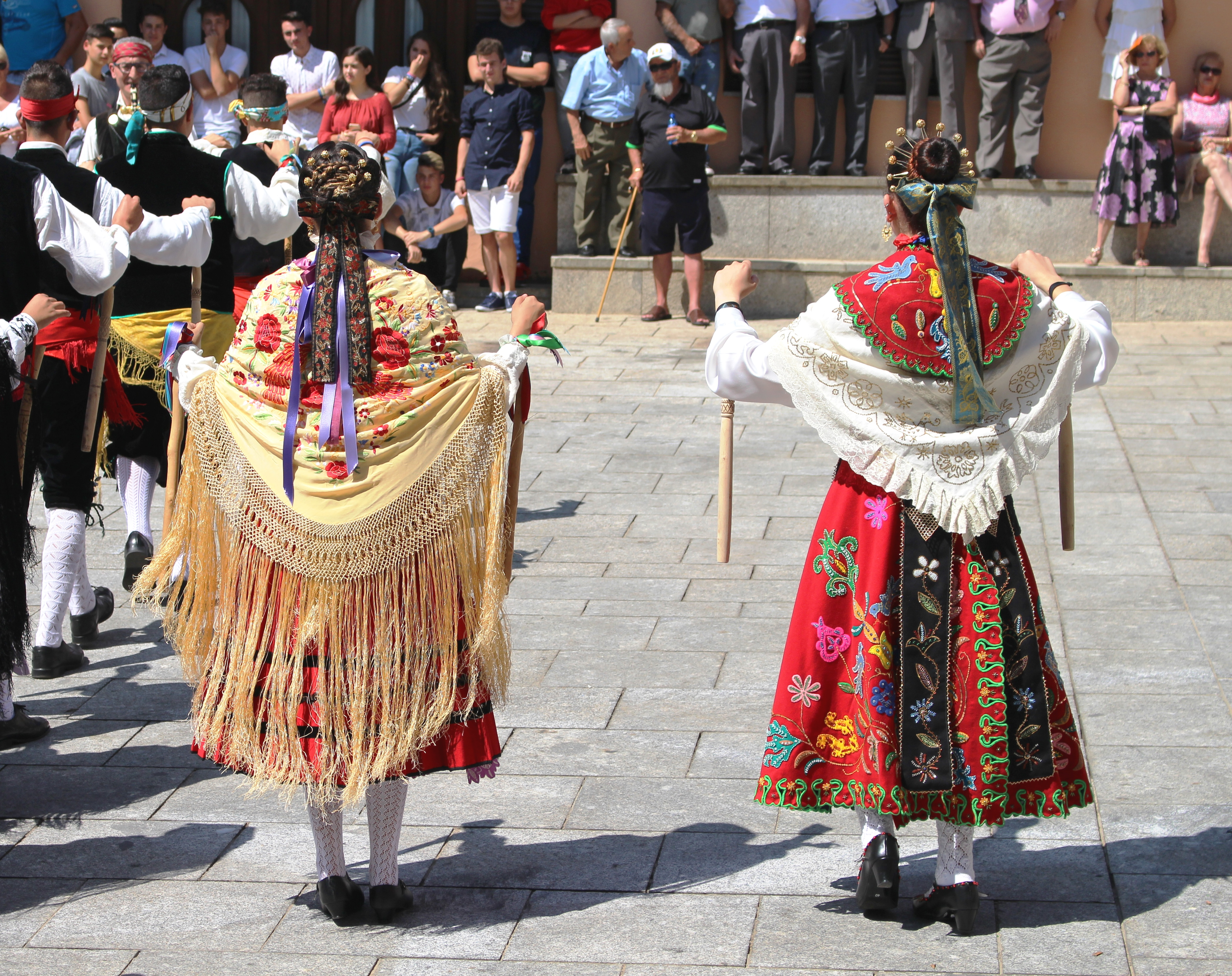
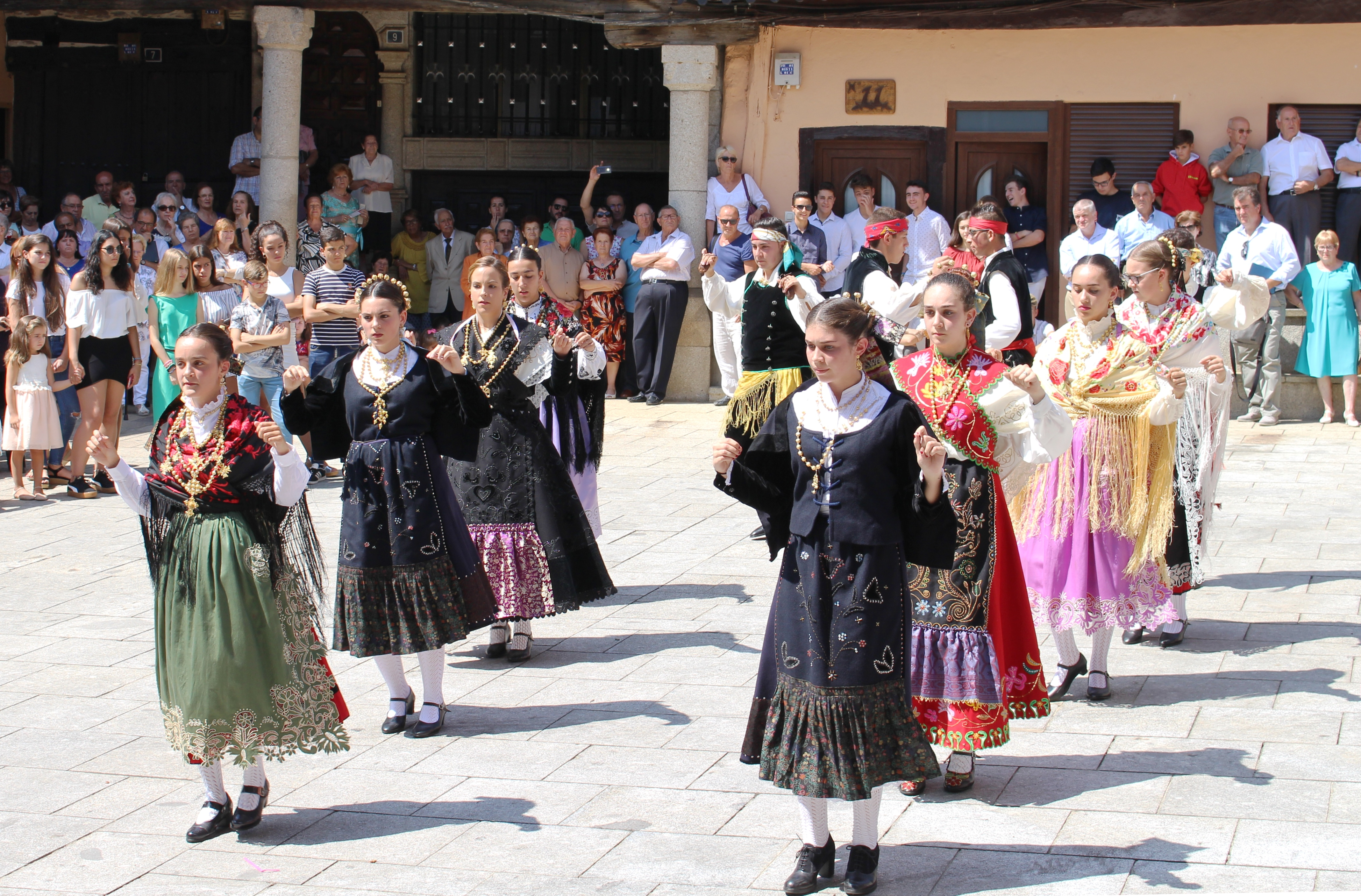